# Anna Sokołowska

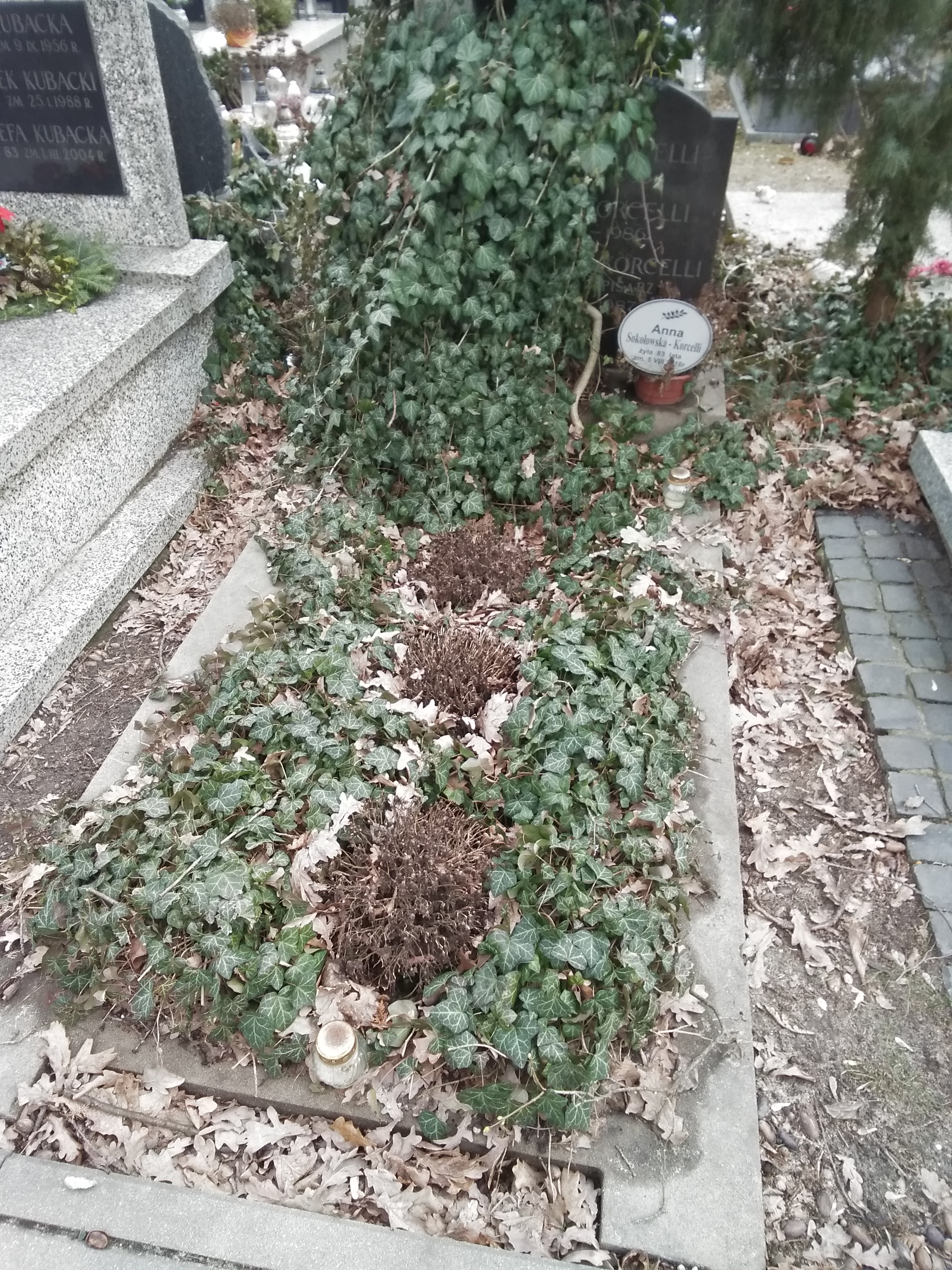
Grób Anny Sokołowskiej-Korcelli na Cmentarzu Wojskowym na Powązkach

Anna Sokołowska-Korcelli (ur. 16 kwietnia 1933 w Warszawie, zm. 8 sierpnia 2016) – polska reżyserka, zajmująca się głównie filmami dla dzieci i młodzieży.

## Życiorys
Urodziła się w 1933 roku. W latach 1951–1956 studiowała na Wydziale Reżyserskim PWSTiF w Łodzi. W 1957 roku otrzymała III Nagrodę na Festiwalu Etiud PWSF oraz nagrodę specjalną na Festiwalu Młodzieży i Studentów w Moskwie za swoją etiudę studencką Wiosenny wieczór. W 1957 roku współpracowała z Wandą Jakubowską na planie Król Maciuś I, a rok później z Antonim Bohdziewiczem przy Kaloszach szczęścia. Następnie podjęła pracę jako druga reżyser, przy filmach Marii Kaniewskiej Awantura o Basię, Szatan z siódmej klasy i Komedianty. Współpracowała z zespołami filmowymi START i KADR. Planowała nakręcić adaptację Niekochanej Adolfa Rudnickiego, ale pisarz nie zaakceptował jej scenariusza. Sokołowska zdecydowała się więc na zajęcie się twórczością dla dzieci i młodzieży i w 1963 roku zrealizowała Wielką, większą i największą na podstawie powieści Jerzego Broszkiewicza; jednak recenzenci oceniali ten film negatywnie. Kolejny film, Beata, na podstawie powieści Mariana Bielickiego Gdzie jesteś, Małgorzato?, cieszył się już większym powodzeniem – odniósł sukces frekwencyjny, a fryzura grającej główną rolę w filmie Poli Raksy stała się modna. W 1967 Sokołowska nakręciła swój jedyny film dla dorosłej widowni – Julię, Annę, Genowefę...
Nakręcony w 1973 r. na podstawie powieści Jadwigi Korczakowskiej film Bułeczka, został również dobrze przyjęty i odnosił sukcesy, zdobywając kilka nagród na festiwalach filmów dla dzieci i młodzieży (w Polsce w Poznaniu, za granicą w Teheranie i w Meksyku). Pozytywnie oceniono zwłaszcza aktorstwo dzieci grających w filmie. Następny film Anny Sokołowskiej, Inna, według powieści Ireny Jurgielewiczowej, został również nagrodzony w Poznaniu. Później reżyserka zekranizowała pierwsze powieści Małgorzaty Musierowicz z cyklu Jeżycjada. Scenariusze tych wszystkich filmów Anna Sokołowska pisała wspólnie z autorkami ekranizowanych powieści. W ostatnim filmie, Przygody Joanny, przeznaczonym znowu dla młodszych widzów, wróciła do twórczości Jadwigi Korczakowskiej.
Mężem Anny Sokołowskiej był operator filmowy Jacek Korcelli, który pracował z żoną przy wszystkich jej filmach, a także był współautorem niektórych scenariuszy.
Pochowana na cmentarzu Powązki Wojskowe w Warszawie (kwatera H-12-21).

## Filmografia
- Wielka, większa i największa (1962)
- Beata (1964)
- Julia, Anna, Genowefa... (1967)
- Bułeczka (1973)
- Inna (1976)
- Kłamczucha (1981)
- ESD (1986)
- Przygody Joanny (1994)